# Bernadett Bódi
{\displaystyle }
Bernadett Bódi, née le 9 mars 1986 à Szeged, est une handballeuse internationale hongroise, évoluant au poste d'ailière droite.

## Biographie
En 2001, elle quitte sa famille et sa ville natale de Szeged pour commencer au Győri ETO KC.

## Palmarès

### Club
compétitions internationales
- vainqueur de la Ligue des champions en 2014, 2017, 2018 et 2019 (avec Győri ETO KC)
- finaliste de la coupe EHF en 2004 et 2005 (avec Győri ETO KC)

compétitions nationales
- championne de Hongrie (NB I.) en 2005, 2006, 2014, 2016, 2017, 2018 et 2019 (avec Győri ETO KC)
- vainqueur de la coupe de Hongrie en 2005, 2006, 2007, 2014, 2015, 2016, 2018 et 2019 (avec Győri ETO KC)

### Sélection nationale
Jeux olympiques
- 4e des Jeux olympiques de 2008 à Pékin

championnat d'Europe
- médaille de bronze du championnat d'Europe 2012

autres
- finaliste du championnat du monde junior en 2003
- finaliste du championnat d'Europe junior en 2002